# Babylon V
Babylon V is de vijfde dynastie van Babylon.
Het vorstenhuis werd gesticht in 1024 v.Chr. waarschijnlijk door een Kassiet uit het Zeeland. Hij heerste tot 1007 als Simbar-shipak. Na hem volgden nog twee heersers, maar in 1003 werd het koningshuis van de troon gestoten door een Arameeër die als Eulma-shakin-shumi de zesde dynastie inluidde. Ook dit vorstenhuis was geen lang leven beschoren. Het einde van de elfde eeuw v.Chr. was een tijd van zwakte en politieke verwarring voor Babylon en de omliggende vorstendommen. Het oprukken van de Arameeërs —voorheen woestijnbewoners— was daar de oorzaak van.

## Tijdgenoten
- Egypte XXI